# Donji Ložac
Donji Ložac je naselje u Hrvatskoj u sastavu Grada Delnica. Nalazi se u Primorsko-goranskoj županiji.

## Zemljopis
Jugozapadno su Radočaj Brodski, Velika Lešnica i Mala Lešnica. Zapadno je rječica Kupica, sjeverozapadno su Krivac i Iševnica, sjeverno-sjeverozapadno su Vrh Brodski, sjeverno-sjeveroistočno je Zakrajc Brodski, sjeveroistočno je Gorica Skradska, istočno je Pucak, jugoistočno su Planina Skradska, Skrad, geomorfološki rezervat Vražji prolaz i Zeleni vir i Podstena, južno su Buzin i Rogi.

## Stanovništvo
| broj stanovnika | 38    | 42    | 33    | 29    | 32    | 33    | 30    | 42    | 39    | 39    | 23    | 14    | 20    | 13    | 8     | 6     | 5     |
|                 | 1857. | 1869. | 1880. | 1890. | 1900. | 1910. | 1921. | 1931. | 1948. | 1953. | 1961. | 1971. | 1981. | 1991. | 2001. | 2011. | 2021. |